# Union des écrivains de Russie
L'Union des écrivains de Russie (en russe : Союз писателей России) est un syndicat qui représente les écrivains professionnels en Russie. Elle succède à l'Union des écrivains de la RSFSR, fondée en 1958. L'Union compte 90 succursales dans les régions de Russie et d'autres pays.

## Direction
Le poste de président de l'Union a été occupé par :
- Leonid Sobolev (ru) (1958-1970)
- Sergueï Mikhalkov (1970-1990)[2],[3]
- Iouri Bondarev (1991-1994)
- Valeri Ganitchev (ru) (1994-2018)
- Nikolaï Ivanov (ru) (2018)[4],[5]